# Gudenus János József

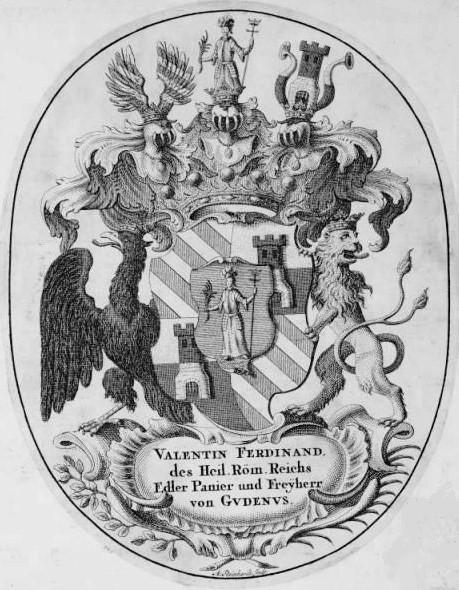
A báró Gudenus család címere.

Báró Gudenus János József (Budapest, 1947. március 17. –) főnemesi származású magyar genealógus, a Magyar Érdemrend Lovagkeresztjének kitüntetettje. Fő művei a 40.000 példányban megjelent Összetört címerek (1989), illetve az 5 kötetes A magyarországi főnemesség XX. századi genealógiája lexikon.

## Élete
Főnemesi családban született. A középiskolát a Pannonhalmi Bencés Gimnáziumban végezte, bárói származása miatt azonban nem tanulhatott tovább. Dolgozott az Egyesült Gyógyszer- és Tápszergyárban (a mai EGIS), a Magyar Rádióban, az Országos Széchényi Könyvtárban és a Petőfi Irodalmi Múzeumban. 
Családtörténeti kutatásait 15 éves korában kezdte, elsősorban az egykori főnemesi családokkal foglalkozott. Újjáalakulása óta (1983) tagja a Magyar Heraldikai és Genealógiai Társaságnak. Segítségével szervezték meg az I. Magyar Főnemesi Világtalálkozót Budapesten az Atrium Hyatt Szállóban 1992-ben. Részt vett az erdélyi és a magyarországi nemesi egyesületek (Magyar Történelmi Családok Egyesülete) létrehozásában. 
A magyarok közül elsőként vehette át a Bohus-Szögyénÿ életműdíjat 2000-ben a Nemzetközi Heraldikai és Genealógiai Szövetség (Confédération Internationale de Généalogie et d'Héraldique, CIGH) Beşanconban rendezett kongresszusán. Évtizedeken keresztül Vajay Szabolcs munkatársa a Genealogisches Handbuch des Adelsban. Szerkeszti a Nobilitas – A Magyar Történelmi Családok Egyesülete Közhasznú Társaság Évkönyvét (2005–2016).

## Díjak, elismerések
- Bohus-Szögyénÿ életműdíj (2000, Confédération Internationale de Généalogie et d'Héraldique)
- A Magyar Érdemrend lovagkeresztje (2014)
- Év Kutatóhelye díj online kategória (2018)

## Kötetei
- Gudenus János József – Szentirmay László: Összetört címerek. A magyar arisztokrácia sorsa és az 1945 utáni megpróbáltatások. Bevezetés egy szociológiai vizsgálathoz; Mozaik, Bp., 1989
- A magyarországi főnemesség XX. századi genealógiája (CD-ROM-on is)
  - I. kötet (A-J) Bp. Natura, 1990. p. 623.
  - II. kötet (K-O) Bp. Tellér Kft. 1993. p. 443.
  - III. kötet (P-S) Bp. Heraldika, 1998. p. 392.
  - IV. kötet (Sz-Zs) Bp. Heraldika, 1999. p. 389.
  - V. kötet (Kiegészítések, pótlások, névmutató A-Zs.) Bp. Heraldika, 1999. p. 505.

- Örmény eredetű magyar nemesi családok genealógiája; összeáll. Gudenus János József; Erdélyi Örmény Gyökerek Kulturális Egyesület; Bp., 2000
- A Rákóczi fejedelmek leszármazottjai Európában, különös tekintettel a magyar családokra. II. Rákóczi Ferenc nővére, Rákóczi Julianna grófnő utódai; összeáll. Gudenus János József; Heraldika, Bp., 2006
- Örmény eredetű magyar nemesi családok genealógiája; összeáll. Gudenus János József; jav., bőv. kiad.; Erdélyi Örmény Gyökerek Kulturális Egyesület, Bp., 2010
- A Tersztyánszky család; összeáll. Gudenus János József, Tersztyánszky Éva; Tersztyánszky család, Eger, 2013

### CD-ROM
- A magyarországi főnemesség XX. századi genealógiája (Tartalmazza az azonos című könyv I-V. kötetét, javítva és kiegészítve) Bp. 2005 (Arcanum Adatbázis Kft. és Heraldika Kiadó)

## Cikkek, tanulmányok
- A magyar arisztokrácia sorsa 1945 után (Szentirmay Lászlóval) (in: Valóság, 1987. 5. 34-55. o.)
- Gróf Batthyány Lajos családja és leszármazottjai (in: Dákai Füzetek, 4. 19-24. o. Veszprém, 1992)
- Erzsébet királyné leszármazottjai napjainkig (Erzsébet Füzetek, 6. Sisi Baráti Kör, Gödöllő, 1998)
- A Batthyány család rövid története (in: Kastély-Krónika, I. Évf. 2004/1. szám, 32. o.)
- Rudolf trónörökös leszármazottjai (in: Szabó Margit: Rezső királyfi – Rudolf trónörökös emlékezete, 100-113. o. Aquincum Kiadó, Gödöllő, 2008)